# Sobrado na rua Doutor Salles de Oliveira
O Sobrado à rua Doutor Salles de Oliveira localizado à Rua Doutor Salles de Oliveira, n.º 429-433, em Campinas, SP, foi tombado pelo Conselho de Defesa do Patrimônio Histórico, Arqueológico, Artístico e Turístico (CONDEPHAAT) em 23 de julho de 2015.

## História
Com construção datada de 1914, apresenta uma tipologia urbana paulista corriqueira do final do século XIX e início do XX, período marcado por fatores ligados à cafeicultura, ao desenvolvimento ferroviário e à presença de mão-de-obra imigrante. O sobrado tem destinação de uso misto, o pavimento térreo é utilizado comercialmente e o pavimento superior é de uso residencial. 